# Mark Snow
Mark Snow, pseudonimo di Martin Fulterman (New York, 26 agosto 1946 – Washington, 4 luglio 2025), è stato un compositore statunitense per la televisione e il cinema.
Divenne noto principalmente per il suo lavoro sulle colonne sonore di X-Files e Smallville, entrambi franchise di grande successo.

## Biografia
Nato a New York il 26 agosto 1946, Snow crebbe a Brooklyn, diplomandosi alla High School of Music & Art nel 1964 e, successivamente, alla Juilliard School of Music. Fu cofondatore del New York Rock & Roll Ensemble. 
Tra le sue composizioni più famose vi fu la sigla della serie televisiva di fantascienza X-Files. La colonna sonora raggiunse la 2ª posizione nella UK Singles Chart. Snow spiegò successivamente come nacquero le due caratteristiche che resero iconica questa sigla: l'effetto eco e la melodia fischiata. Il primo, come raccontato anche nel capitolo "Behind the Truth" del DVD della 1ª stagione di X-Files, fu aggiunto da Snow per caso alla composizione: nonostante avesse effettuato molte revisioni del brano, l'ideatore, autore e regista della serie Chris Carter continuava a sentire che qualcosa non andava; per cui, quando un giorno Carter uscì dallo studio di registrazione, Snow lasciò andare una mano sulla tastiera elettronica, frustrato, e produsse quel suono che gli piacque al punto di decidere di utilizzarlo. Il secondo provenne da un suono vocale campionato noto come Whistling Joe (tradotto dall'inglese, Joe fischiettante) in cui Snow si era imbattuto e che stava utilizzando in una sequenza di sei note, mentre sua moglie, passando davanti al garage in cui lui stava componendo, udì i suoni e li trovò interessanti; sapendo quanto lei fosse brava a fischiare, Snow le chiese di fischiettare il motivo, registrò la melodia è la unì al resto dei suoni elettronici, producendo così la prima versione di 40 secondi della sigla che convinse Carter.
Compose anche la sigla di altre due serie di Chris Carter, Millennium e The Lone Gunmen, e le colonne sonore delle tre serie, per un totale di 15 stagioni.
Snow è morto nel 2025.

## Vita privata
Si sposò nel 1980 con Glynn Daly, sorella degli attori Tim e Tyne Daly.

## Colonne sonore

### Sigle di serie TV
- Cuore e batticuore (1979–1984)
- T.J. Hooker (1982–1987)
- X-Files (1993–2002, 2016, 2018)
- Un filo nel passato (1995)
- Millennium (tutti gli episodi; 1996–1999)
- Nikita (1997–2001)
- The Lone Gunmen (tutti gli episodi; 2001)
- The Guardian (2001–2004)
- Smallville (2001-2007)
- Ghost Whisperer (tutti gli episodi tranne uno; 2005-2010)

### Serie TV
- Gemini Man (1976, con Lee Holdridge)
- Starsky & Hutch (1976)
- 240-Robert (1979)
- Brothers and Sisters (1979)
- Ore 17: quando suona la sirena (1980)
- T.J. Hooker (1982–1987)
- Lottery! (1983)
- Falcon Crest (1986)
- Pee-wee's Playhouse (1990)
- I giustizieri della notte (1990)
- Birds of Prey (2002)
- The Twilight Zone (2002–2003)
- Blue Bloods (2010–12)
- Ringer (2011–12)

### Film
- The War Widow (1976)
- Flush (1977)
- Ad alto rischio (1981)
- Jake Speed (1986)
- The In Crowd (1988)
- Ernesto salva il Natale (1988)
- Dolly Dearest - La bambola che uccide (1991)
- Caroline at Midnight (1994)
- Playmaker (1994)
- Born to Be Wild (1995)
- X-Files - Il film (1998)
- Generazione perfetta (1998)
- Pazzi in Alabama (1999)
- Cuori (2006)
- X-Files - Voglio crederci (2008)
- Gli amori folli (2009)
- Vous n'avez encore rien vu (2012)
- Aimer, boire et chanter (2014)
- The New Mutants (2020)